# 江口朋美
江口朋美（1968年2月4日—），日本女艺人。出生名即江口ともみ，結婚後随夫姓青木 ともみ（あおき ともみ）。東京都人。オフィス北野公司旗下艺人。

## 简介
东洋英和女学院大学短期大学部毕业。主要作为演员、旁白解说、主持人。Takeshi军团的青木隆彦（つまみ枝豆）的夫人，电视节目中北野武称她为枝豆（毛豆）的老婆。

### 经历
大学毕业後，她在学校推薦内定就任的商社辞职，加入演艺圈。加入北野公司以前，出演过青年凹版雜誌的写真偶像。
最初，主要参加北野武和丈夫所属的Takeshi军团（たけし軍団）演出的节目，在2000年代以后作为嘉宾的演出变得多了。
2007年（平成19年）4月25日，栃木县那須町的那须沙滩公园内，拍摄深夜节目《第二アサ秘日志》的外景，从驾驶着的全地形車（125cc）上摔下来。甬道旁的木制的栅栏上重击右脇腹，右肾損傷（痊愈需要2週），手術摘出。随後恢复良好，同年6月2日重新开始工作。

### 个人生活
- 爱好是料理，血型O型[1]。
- 1996年（平成8年），她和同一经纪公司所属的艺人青木隆彦（つまみ枝豆）結婚。枝豆是再婚，江口的父亲认为枝豆是搞笑藝人，并没有感到高兴。后来得知枝豆的来历，老家是修善寺（現在伊豆市）种植山葵的家庭，世代担任村長，于是允许他们結婚。江口本人，在2008年（平成20年）5月18日放送的『ウチくる!?』出演时，得知了这件事。

## 出演

### 电视节目
- ムハハnoたかじん（关西电视台）〜2008年3月作为进行担当演出。
- 北野武的TV擒抱（朝日电视台）
- 奇跡体験! Anbiribabō（富士電視台）
- 全能住宅改造王（朝日放送）
- 魔界潜入!怪奇心霊（秘）ファイル（朝日电视台）
- Tamori倶乐部（朝日电视台）
- 週刊アサ秘ジャーナル → 第二アサ秘ジャーナル → 別冊アサ秘ジャーナル（TBS电视台）
- GOLF SUPER BATTLE（東京电视台）
- 生中継 ふるさと一番!（NHK）
- ここがヘンだよ日本人（TBS）
- WIDE!SCRAMBLE（朝日电视台） - 2012年度金曜日评论员
- CAST（朝日放送） - 2015年4月周五评论员
- 哲人の告白（名古屋电视台） - 解说

### 电视剧
- 清左衛門残日録（NHK） - 饰演 奈津
- 花之乱（NHK大河剧） 1994年 - 饰演 日野昌子（祥雲院）
- 土曜ワイド劇場
  - 法医学教室の事件ファイル28 整形美女は二度殺される!?（2009年2月14日、朝日电视台）
  - 法医学教室の事件ファイル32（2011年1月22日、朝日电视台） - 饰演 山下惠美
- 警視庁失踪人捜査課 第2話嘉宾（2010年4月23日、朝日电视台）

### 电影
- 导演万岁！（2007年）

### 广播
- 松尾雄治のピテカンワイド（TBS广播）
- Precious Sunday（TBS广播）※第一代主持人
- 三宅裕司的星期日热门天堂（日本放送、2011年4月17日 - ）

### CM
- ロイヤルウッド（2013年 - ）

### 其他
- TCK.tv（特別区競馬組合）※代替山本蒙娜主持

## 書籍
- 江口ともみ写真集『SHERBET DIARY』（摄影:丸山裕・樱桃書房・1992年）ISBN 4871836797
- 江口ともみ写真集『DREAMS』上記の文庫化（摄影:丸山裕・樱桃書房・1993年）ISBN 4871837467